# Amerikaanse presidentsverkiezingen 1932
De Amerikaanse presidentsverkiezingen van 1932 werden gehouden op 8 november 1932. Franklin Delano Roosevelt werd gekozen als 32e president van de Verenigde Staten. Zittende president Herbert Hoover verloor.

## Presidentskandidaten

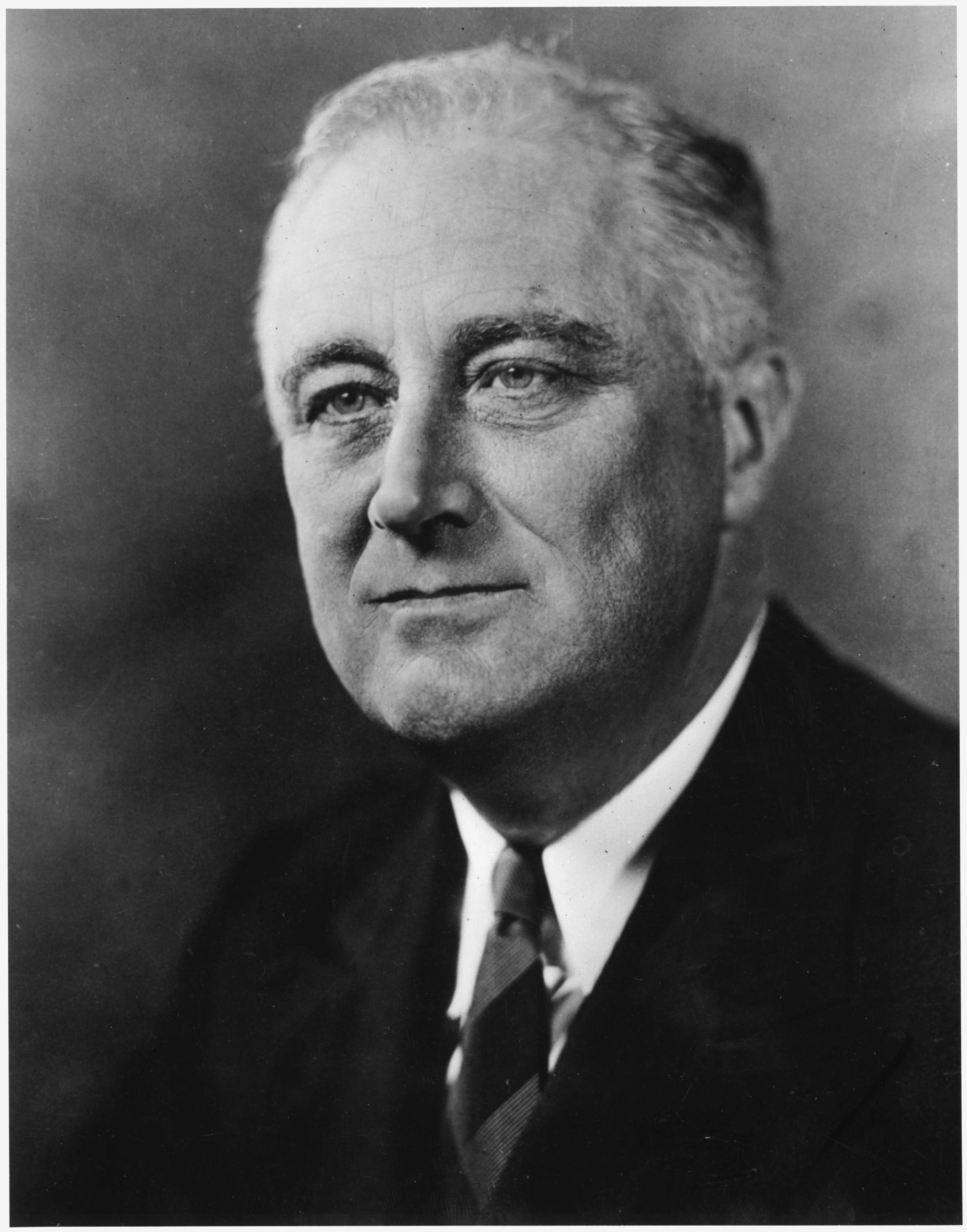
Gouverneur Franklin Delano Roosevelt uit New York Democratische Partij
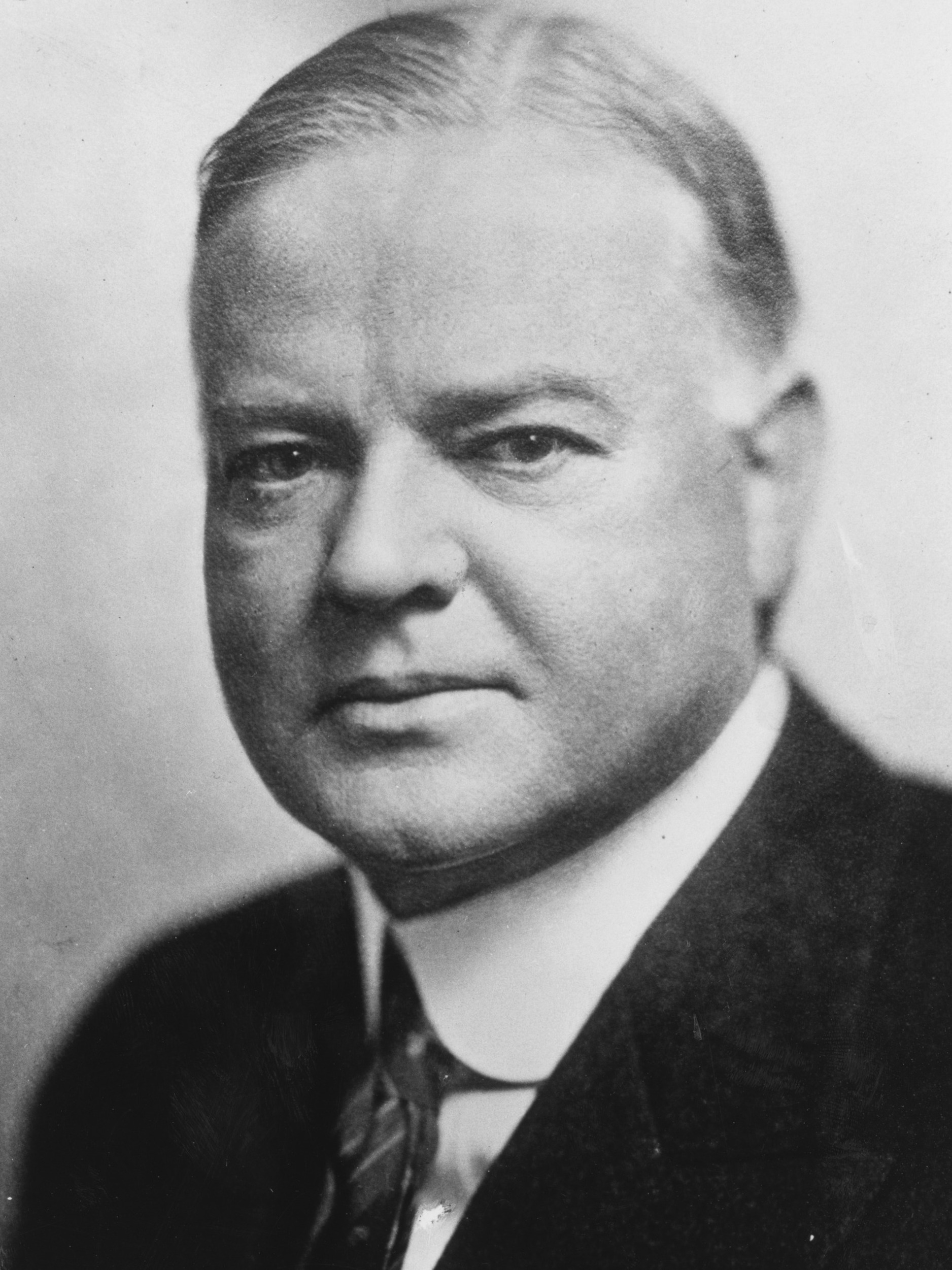
President Herbert Hoover uit Californië Republikeinse Partij

- Gouverneur 
 Franklin 
 Delano Roosevelt 
 uit New York 
 Democratische Partij
- President 
 Herbert Hoover 
 uit Californië 
 Republikeinse Partij

### Vicepresidentskandidaten

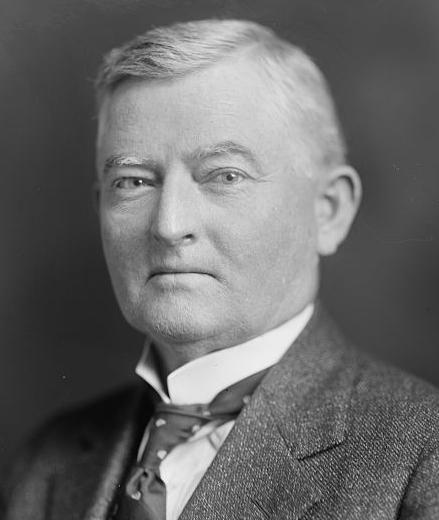
Voorzitter van het Huis van Afgevaardigden John Nance Garner uit Texas Democratische Partij
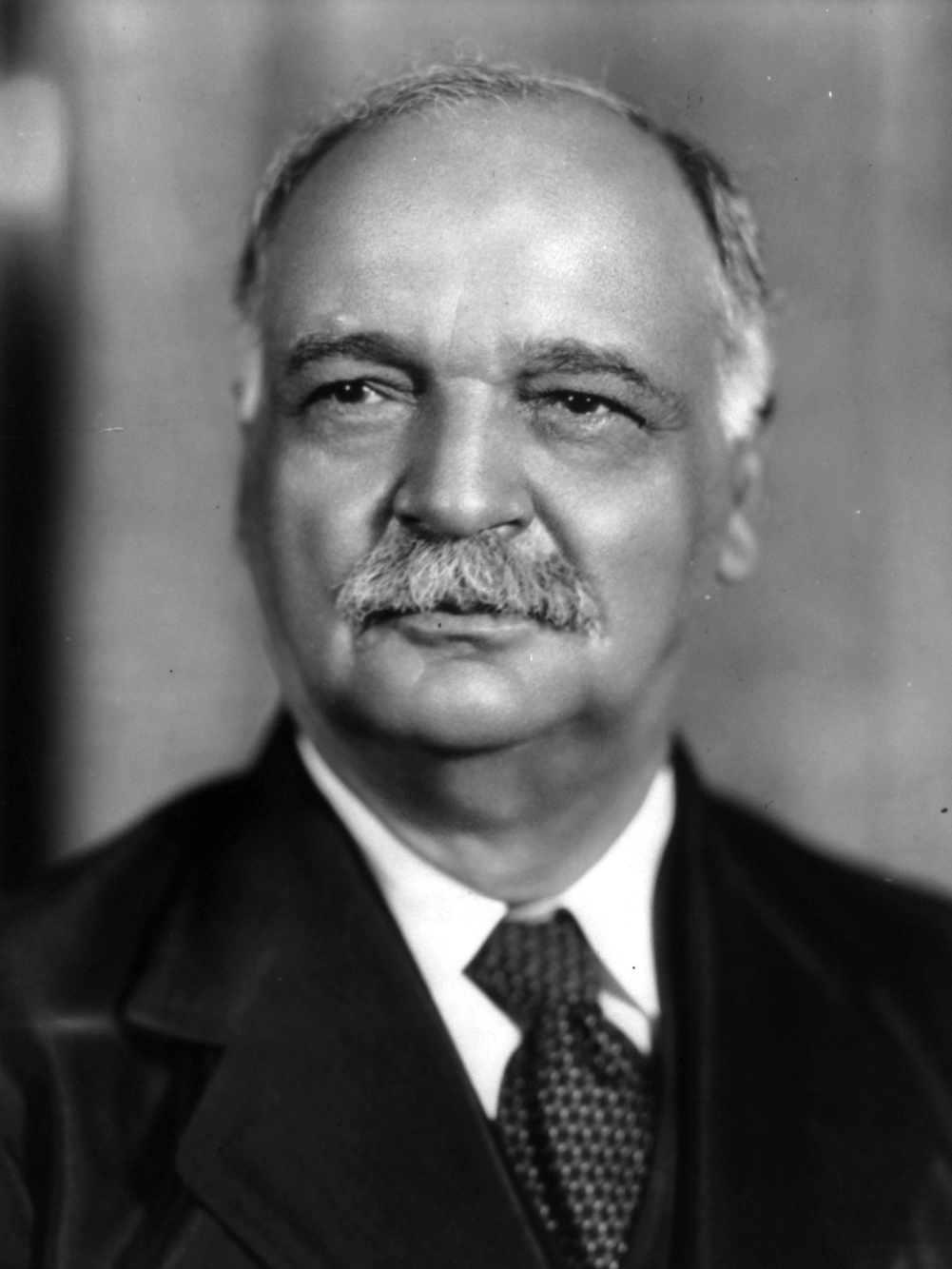
Vicepresident Charles Curtis uit Kansas Republikeinse Partij

- Voorzitter van het 
 Huis van Afgevaardigden 
 John Nance Garner 
 uit Texas 
 Democratische Partij
- Vicepresident 
 Charles Curtis 
 uit Kansas 
 Republikeinse Partij

## Uitslag
| Naam            | Franklin Delano Roosevelt | Herbert Hoover       |
| Partij          | Democratische Partij      | Republikeinse Partij |
| Thuisstaat      | New York                  | Californië           |
| Running mate    | John Nance Garner         | Charles Curtis       |
| Kiesmannen      | 472                       | 59                   |
| Gewonnen staten | 42                        | 6                    |
| Aantal stemmen  | 22,821,277                | 15,761,254           |
| Percentage      | 57.4%                     | 39.7%                |